# Catastrophe (série télévisée)

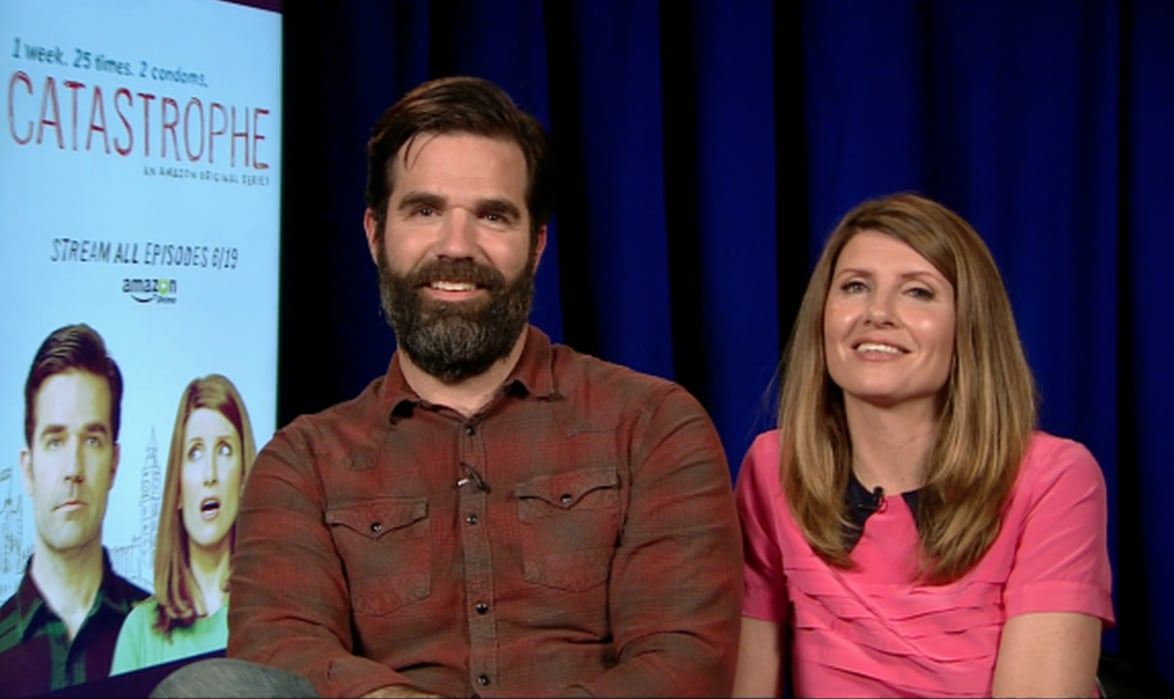
photo des deux acteurs principaux durant une interview (14/07/2015)

Catastrophe est une série télévisée britannique en 24 épisodes de 25 minutes créée par Sharon Horgan et Rob Delaney, diffusée entre le 19 janvier 2015 et le 12 février 2019 sur Channel 4, et au Canada, les deux premières saisons depuis le 10 mai 2015 sur le service shomi puis sur Prime Video.
En France, elle est diffusée depuis le 22 juin 2016 sur Canal+ Séries. Elle reste inédite dans les autres pays francophones.
Elle a été adaptée au Québec, mettant en vedette Julie Perreault et Rossif Sutherland dans les rôles principaux, et diffusée à partir du 14 février 2017 à Super Écran.

## Synopsis
Irlandaise et enseignante d'école primaire, Sharon est célibataire et vit à Londres. Elle rencontre Rob, un directeur de la publicité américain célibataire et alcoolique, dans un bar alors qu'il se rend à Londres pour un voyage d'affaires. Ils ont une aventure de six jours et il retourne dans sa ville de résidence, Boston. Elle découvre qu'elle est enceinte de lui. Après l'avoir informé de cela, il s'installe à Londres et ils se mettent en couple. Ils se marient peu de temps avant que Sharon ne met au monde leur fils. Le couple a plus tard une fille.

## Distribution

### Acteurs principaux
- Sharon Horgan (VFB : Fabienne Loriaux) : Sharon Morris
- Rob Delaney (VFB : Michelangelo Marchese) : Rob Norris

### Invités
- Ashley Jensen (VFB : Nathalie Hugo) : Fran
- Mark Bonnar (VFB : Franck Dacquin) : Chris
- Carrie Fisher (VFB : Francine Laffineuse) : Mia (saisons 1 à 3)
- Jonathan Forbes (en) (VFB : Alexandre Crépet) : Fergal
- Daniel Lapaine (VFB : Pierre Lognay) : Dave
- Tobias Menzies (VFB : Philippe Allard) : Dr Harries
- Sarah Niles (VFB : Bernadette Mouzon) : Melissa
- Marta Barrio : Mallandra
- Gary Lisburn (VFB : Daniel Nicodème) : Des
- Seeta Indrani (en) : Harita
- Emmanuelle Bouaziz (VF : Emmanuelle Bouaziz) : Olivia
- Amanda Hale (en) : Catherine

Version française
- Société de doublage : IMAGINE
- Direction artistique : Bruno Buidin
- Adaptation : Stéphane Salvetti

## Épisodes

### Première saison (hiver 2015)
Les épisodes, sans titres, sont numérotés de 1 à 6.

### Deuxième saison (automne 2015)
En janvier 2015, la série a été renouvelée pour une deuxième saison, diffusée depuis le 27 octobre 2015.

### Troisième saison (2017)
Le 12 juillet 2016, la série est renouvelée pour une troisième et quatrième saison. Celle-ci a été diffusée à partir du 28 février 2017.

### Quatrième saison (2019)
Cette dernière saison a été diffusée à partir du 8 janvier 2019.

## Récompenses et nominations
- Nomination au Satellite Award du meilleur acteur dans une série télévisée musicale ou comique pour Rob Delaney lors de la 21e cérémonie des Satellite Awards (gagné par William H. Macy pour Shameless)
- Nomination au Satellite Award de la meilleure actrice dans une série télévisée musicale ou comique pour Sharon Horgan lors de la 21e cérémonie des Satellite Awards (gagné par Taylor Schilling pour Orange Is the New Black)
- Nomination pour le Primetime Emmy Award du meilleur scénario pour une série télévisée comique lors de la 68e cérémonie des Primetime Emmy Awards (gagné par Master of None)
- Nomination pour le Primetime Emmy Award de la meilleure actrice invitée dans une série télévisée comique pour Carrie Fisher lors de la 69e cérémonie des Primetime Emmy Awards (gagné par Melissa McCarthy)
- Nomination au Critics' Choice Television Award de la meilleure série télévisée comique lors de la 6e cérémonie des Critics' Choice Television Awards (gagné par Master of None)